# Ferme fortifiée

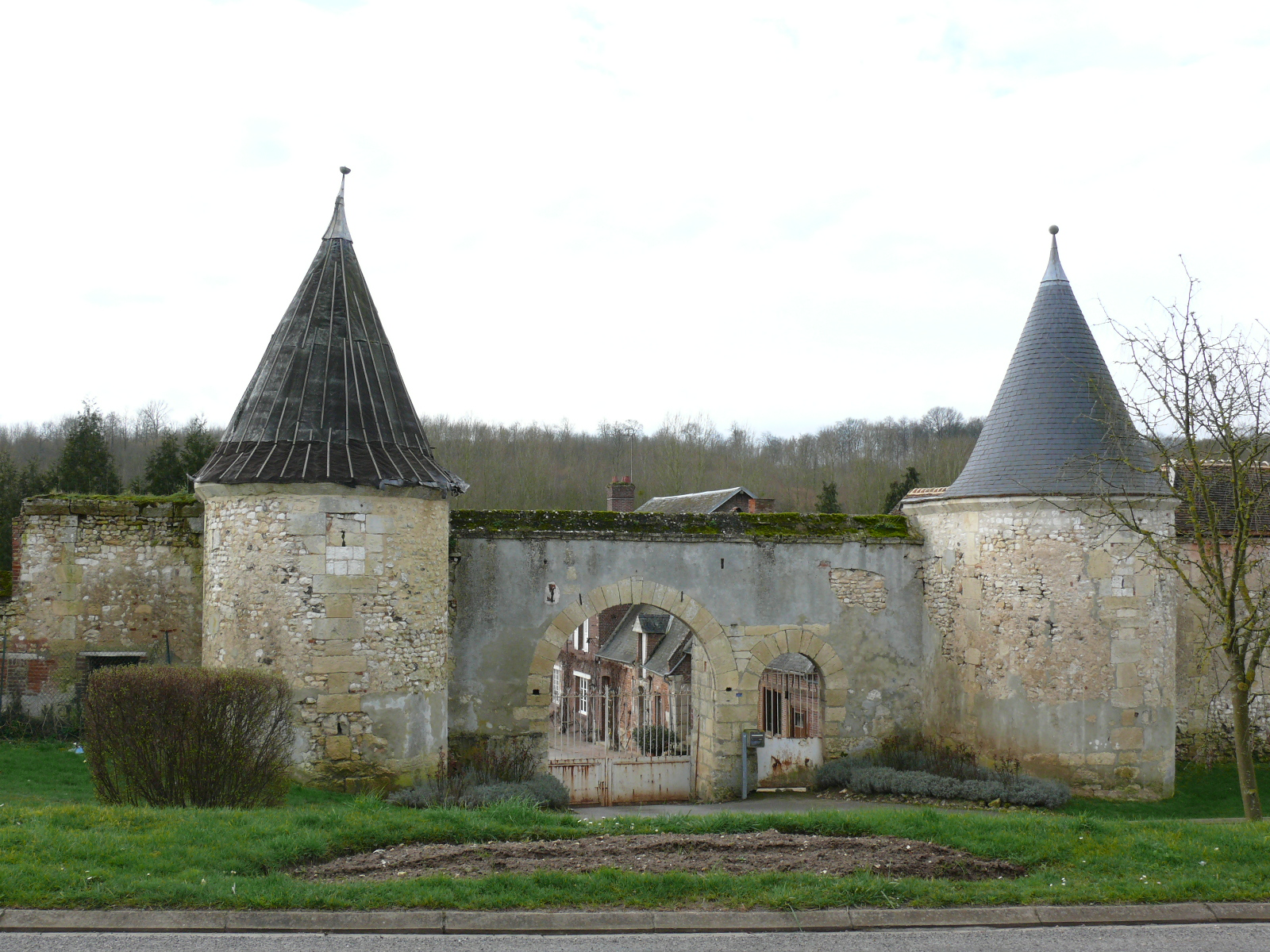
La ferme fortifiée de Ponceaux à Montreuil-sur-Brêche.

Au XIVe siècle en Europe, les fermes sont mises en défense au même titre que les églises, les moulins, les ponts et les maisons. 

## But
Au XIVe siècle l'art fortificatif ne s'applique pas qu'aux châteaux et villages, on met également en défense des églises, des moulins, des ponts, des maisons et des fermes.

## Historique
D'une façon générale, on regroupe les bâtiments de manière qu'ils ne s'ouvrent que sur une cour centrale. Celle-ci est fermée par un robuste portail et un fossé isole l'ensemble. Lorsque la défense se compose d'un mur d'enceinte, celui-ci est garni d'échauguettes et de tourelles.
Une ferme peut se mettre rapidement en état de défense. Clôtures des cours, jardins et vergers servent à former la première ligne. En cas d'abandon de cette ligne, les défenseurs peuvent se réfugier dans les bâtiments après avoir barricadé les portes en y amoncelant de la terre.
La maison d'habitation peut être reliée aux autres constructions par des lignes de palanques et l'on dispose sur le côté le moins exposé une porte de sortie que l'on couvre par un petit ouvrage, redan ou lunette, permettant au défenseur de la conserver jusqu'à la fin.

## Liste de fermes fortifiées
- Ieëtselderhaof d'Etzenrade aux Pays-Bas (XVIIIe siècle)

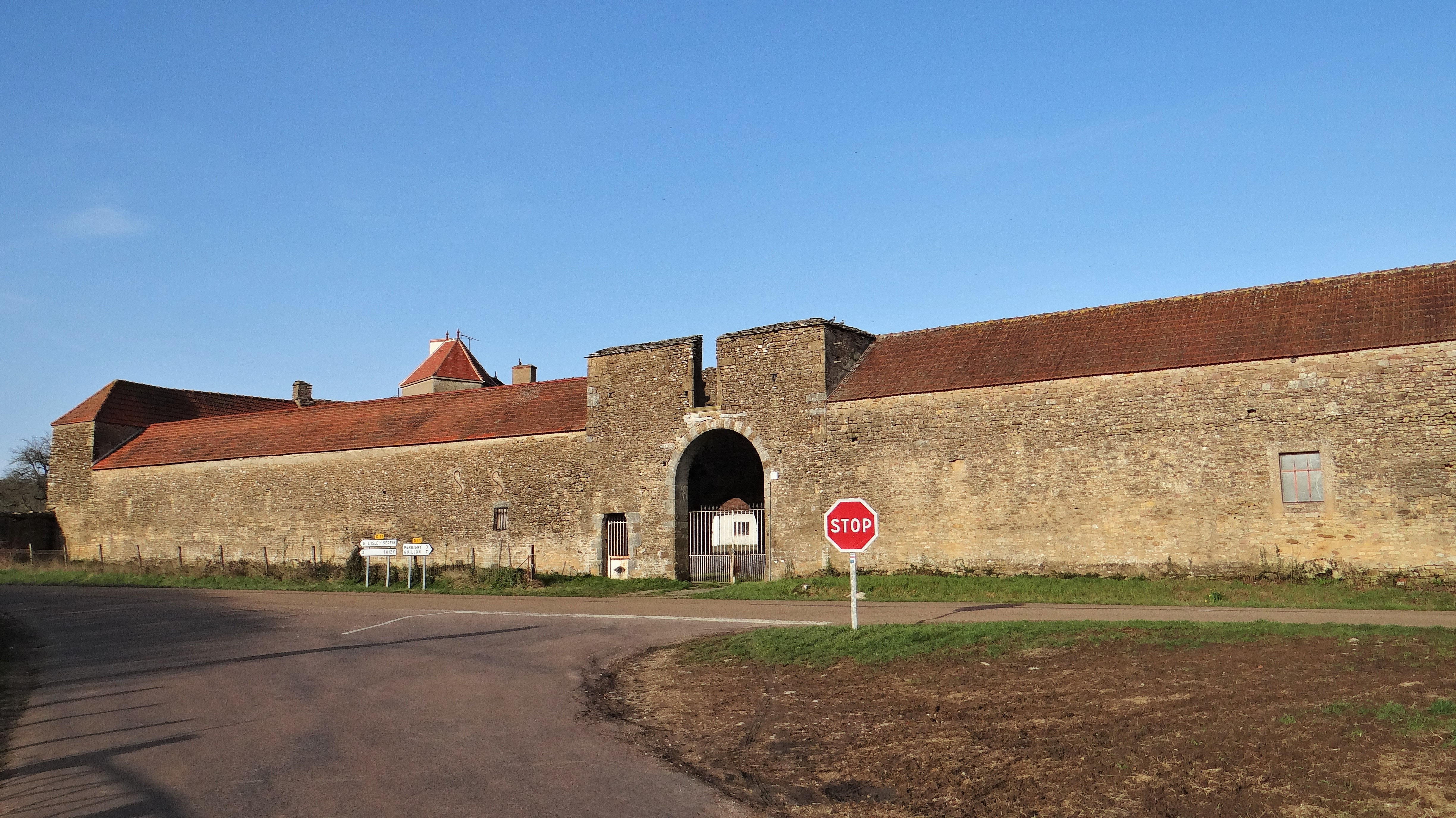
La ferme fortifiée de Chérisy (Yonne).

- Ferme de la Grange-Batelière dans le 9e arrondissement de Paris (n'existe plus)
- Ferme du château de Trappes
- Ferme fortifiée d’Amblainvilliers à Igny (Essonne) (XIIIe siècle)
- Ferme fortifiée d'Étalante à Étalante
- Ferme fortifiée de Ponceaux à Montreuil-sur-Brêche
- Ferme fortifiée de l'Aubépin, à Saint-Gervais-la-Forêt (XVIIIe siècle)
- Ferme fortifiée d'Exoudun
- Ferme fortifiée de la Cense d'Aubenton à La Bouteille (XVIe siècle-XVIIe siècle)
- Ferme fortifiée de La Tour à Chambon (XVe siècle)
- Ferme fortifiée de Watigny
- Ferme fortifiée de Taviers
- Ferme fortifiée la Vieille Borde à Asquins
- Ferme fortifiée de Chérisy (Yonne) (XVe siècle)
- Ferme fortifiée d'Avantigny à Mettray
- Ferme fortifiée d'Argilly (XVIe siècle)
- Ferme fortifiée de Voisage à Arry (Moselle)
- Ferme fortifiée de Chazoy à Burgille
- Maison forte de Sorans-lès-Breurey
- Ferme fortifiée du Choizal à Balsièges (Lozère)
- Ferme fortifiée des Tourettes à Mazan (Vaucluse) (XVIe siècle)
- Ferme fortifiée de Montmeyan
- Ferme fortifiée de Beaulieu à Alixan  (XVIe siècle)
- Ferme fortifiée de La Merlière à Châteauneuf-de-Galaure (XVIe siècle)
- Ferme fortifiée de Russy
- Ferme fortifiée de Charbogne (Ardennes)
- Ferme fortifiée de la Boissière à Trappes
- Ferme fortifiée de la Vallée de Baubigny (Manche)
- Ferme fortifiée de Peypoc (Gers)

### Source
- Manuel de l'École supérieure de guerre  (1890)